# دیوان حافظ (تصحیح ثروتیان)
دیوان حافظ به‌اهتمام بهروز ثروتیان یکی از تصحیح‌های دیوان حافظ است.

## ویراست‌ها
- سروده‌های بی‌گمان حافظ، امیرکبیر ۱۳۸۶
- دیوان حافظ : فال در آیینه حافظ، نقد و تفسیر بهروز ثروتیان، تهران: نگاه، ۱۳۸۷
- دیوان حافظ: تصحیح نهایی از روی ۱۵ نسخه خطی و چاپی، امیرکبیر ۱۳۹۰